# Serra de Gavarret
La Serra de Gavarret és una serra situada al municipi de Bellver de Cerdanya, a la comarca de la Baixa Cerdanya, amb una elevació màxima de 196 metres.